# Polyrhachis pyrgops
Polyrhachis pyrgops é uma espécie de formiga do gênero Polyrhachis, pertencente à subfamília Formicinae.